# Iridogorgia pourtalesii
Iridogorgia pourtalesii är en korallart som beskrevs av Addison Emery Verrill 1883. Iridogorgia pourtalesii ingår i släktet Iridogorgia och familjen Chrysogorgiidae. Inga underarter finns listade i Catalogue of Life.